# エルミナージュII 〜双生の女神と運命の大地〜
『Elminage II 〜双生の女神と運命の大地〜』（エルミナージュ2 そうせいのめがみとうんめいのだいち）は、スターフィッシュから発売されたロールプレイングゲームである。2009年10月にPlayStation Portableで発売され、翌2010年7月にはニンテンドーDSに、2017年3月にはニンテンドー3DSに移植された。

## 概要
スターフィッシュが2008年に発売したダンジョン探索型3DRPGの続編。前作の舞台「ハルドラ・イール」より後に生み出された大地「フィーナス・ラーデ」を冒険の舞台としている
自作の顔アイコンを使用できるフェイスロード、召喚契約したモンスターとパーティメンバーを結婚させ、特殊能力を持つ子供を出産するシステムなどを搭載している。
2010年7月には前作と同様、ニンテンドーDSにハードを移したRemixが発売された。前作のDS Remixとの引継ぎによる特典や、新ダンジョン等が追加されている。

## ストーリー
大地の女神フィオナと『八つの神具』によって長らく守護されてきた世界『フィーナス・ラーデ』。そのフィオナの神官でもある女王ラグナスティアが治める『ビステール』は人々が平和に暮らす楽園と呼ばれていた。しかし、ある日、女王が見た夢にフィオナが現れ、聖礎コントラキオに出現した太古の邪霊が大地を侵食する事、八つの神具と女神の証が霧散する事を告げる。それを予告するかのように各地で暴れ出す闇の眷族。女王は聖礎コントラキオに兵を送るが、兵は戻らず、不安ばかりが募る。そして、一人の兵士が半死半生でビステールに帰還し、コントラキオに女神フィオナの名が無いことを告げる。
大地が邪霊に奪われ、世界が闇に覆われる。しかし、女王は王家に伝わる古い言い伝えを思い出す。
「…聖礎に名を刻むものならば、八つの神具を集めなければならない…」
女王は国民、軍、冒険者達に御触れを出す。
「八つの神具を全て集め、コントラキオに女神フィオナの名を刻むべし。さすれば、その者の願いを全て叶えましょう。」
かくして、各地より冒険者達が集まったのであった…。

## 主な場所
ビステール
大地の女神フィオナの神官・ラグナスティアが治める街。プレイヤーの拠点でもある。
イスファルド
エルフたちの国家。それゆえ、人間を嫌う者もいる。
サイマール港
物流の拠点となっている港町。王はおらず、商人たちが街を取り仕切っている。
ガンドラ鉱山
良質な鉄鉱石が取れる山間の鉱山都市。
セムナドク
空間神セムナドクを奉じる宗教都市。巨大な女神像で有名。
バロックフォート
ゴブリンとオーガが自給自足の生活を行っている砦。ダンジョン扱いのため、戦闘もある。
ルーベンブルグ
魔法学校。魔術師魔法を中心に僧侶・錬金・召喚魔法の研究・教育が行われている。ダンジョン扱いのため、戦闘もある。
マドリエ教会墓地
不気味な教会。種族を超えた婚儀を行う。
デコール神殿遺跡
太古から存在する遺跡。地下には生活の跡とハイログリフという謎の文字が残されている。
エルミナージュ
この大地とは異なる場所にある神々の書庫。司書のヒズベルトが冒険者たちにいろいろな便宜を図る。

## 主要人物

### ビステール
ラグナスティア
ビステールの若き女王。大地の女神であるフィオナの声を聞くことのできる神官でもある。素の彼女は少しのんびりした性格で我侭な一面をのぞかせることもある。
コストー
カーネル商店の店主。切れ者の行政局長(大臣)なのだが、物の適正価格というものを知らない。そのため、道具屋に左遷されてしまう。
ミリア
訓練所の事務員。
ベルテ
酒場の主人。デビリッシュ。快活で陽気だが、ガサツ。
ロゼッタ
宿屋の主人。両親が残したものが店しかないため、失わないように一生懸命働くのだが、馬小屋に泊まる冒険者たちにガッカリする日々を送る。
サイネス
オルセス寺院の神父。ノーム。あらゆる物事に理解を示し、当人の立場に立って話を聞いてくれる。
シグレット
オルセス寺院のシスターで、遭難者の救助も行う。人間。浄霊に強い興味を持つ。イベントをこなすことでプレイヤーキャラに登録される。

### イスファルド
リーファ
イスファルド第一王女。エルフ。政治的なものから遠ざけられているのが不満で、意のままになる人材を欲している。性格はいわゆるツンデレ。イベントをこなすとプレイヤーパーティを「スウィートジンジャー騎士団」に任命する。
ヴォルムス卿
イスファルド王族に連なる家の当主。エルフ。古美術品収集が趣味。
ハレオラート
諸国を放浪する吟遊詩人だが、今はイスファルドの広場にいる。1度聞いた歌は弾けるようになるという特技を持つ。
ロンデルギウス
イスファルドの広場にいる竜人の君主。自称ドラゴンロード。有望な冒険者に勇者への試練と称する無理難題をふっかける。
ルネア
ルネア商店の店主。フェアリー。普通では扱わないような品を扱うため、経営は苦しいようである。

### サイマール港
ワルミット
サイマール港を取り仕切る大商長。プレイヤーに依頼を提供する。
アーミット
いつも波止場にいるおばさん。ドラ息子のグレゴリオのことをいつも気にかけている。
ベネエフ
いつも波止場で釣りをしている老人。釣りの名人だが、最近は獲物を片っ端から盗られている。
ミューズ
波止場で寝ている少女。ワービースト。ベネエフが獲った魚を横取りするのが日課。
ビレンテ
骨董品店の店主。怪しげな品が多いせいか呪われた物への耐性が強く、そこらの品ではびくともしない。

### ガンドラ鉱山
ガリアン
鉱山を取り仕切る男。頑固だが、考え方や技術は真っ当なので評判はよい。
ゲイリー
給仕場に居ついている酔っ払い。
タルミート
鍛冶や錬金で生計を立てる錬金術師。魔傀儡の作成もお手の物である。プレイヤーに有料で錬金のレシピを教えてくれる。
トリス
給仕場のコック。タルミートによってつくられた魔傀儡。彼のこだわりがふんだんに込められているが、融通の利かない面もある。
ジェラ
ジェラ雑貨店の店主。ドワーフ。東方文化への憧れから店内は(やや勘違い気味の)和風趣味になっている。本人も着物を着こなす美女であるが……。イベントをこなすことでプレイヤーキャラに登録される。
じぇらたん
ジェラ雑貨店のマスコット。ジェラを模してつくられた魔傀儡。お菓子が大好き。

### セムナドク
メルセンヌ
セムナドクの若き大司教。ノーム。毎朝「偉大にして美しきセムナドクよ、本日もお慈悲をありがとうございます!!」と10回叫び、随喜の涙を流すのが日課。女性からの人気は高い。プレイヤーに有料でゲーム中のヒントを教える。
クアンシモン
ハージラダムという広場でいつもたたずんでいる。フェアリー。齢900歳を越す老フェアリーで、ハージラタムの名物になっている。
キネ
大地の平和を祈り続ける老巫女。祈り一筋の人生を送ってきた。
ナミーナ
メルセンヌにあこがれて聖職者を目指す少女。ノーム。
キャロン
商店の店主。やり手で、自らの名を冠したブランドを立ち上げる。

### ルーベンブルグ
ソアラ
魔術師。エルフ。意地っ張りで負けず嫌いの努力家のため、ルーベンブルグを首席で卒業する。ビステールのミリアとは親友。イベントをこなすことでプレイヤーキャラに登録される。
ハルモニ先生
ルーベンブルグで進路指導を担当する教師。ノーム。おっとりとしていつもニコニコしている。悪い子を良い子にする(性格「悪」を「善」に変える)。もっとも、本人は無理矢理モンブランを持っていく・手榴弾を爆発させるなど問題行動が多い。
ワルモニ先生
ハルモニ先生と共に進路指導を担当するが、こちらは悪の進路指導を行う。頭脳明晰・常識的・頼りがいがあると、あらゆる面でハルモニ先生と逆。

### バロックフォート
モンタナ
バロックフォートの新国王。ゴブリン。即位式でバンジージャンプをする羽目になる。

### エルミナージュ
ヒズベルト
神々の書庫であり、大地での全ての事象を記録するエルミナージュ機構の司書(責任者)。冒険者たちにも好意的に接する。

### その他
ミルコ=レンザー
闇の世界の名家・レンザー家の次期当主の少年。闇の世界のリーダーを目指しているが、優しくて大人しく、人を疑うことを知らない。乳母たちと共に「フィーナス・ラーデ」を巡り、武者修行をしている。
ウルナ
太古の邪霊。「フィーナス・ラーデ」を我が物にするために聖礎コントラキオに名を刻もうとしている。素の性格は大雑把で陽気。
オムショコボ
風の賢者(オムシス)。フクロウのような姿をしている。他の賢者たちの様子を案じている。
レイザーム
土の賢者(レイザス)。モグラのような姿をしている。少し我侭で幼稚なところがある。
ラドレヒト
火の賢者(ラドレス)。翼の付いた犬のような姿をしている。「火の賢者だが火の精霊ではない」とのことで熱いのは苦手。
シリンモリン
水の賢者(シリンス)。クラゲのような姿をしている。一応女性で、ラドレヒトに言い寄られているが袖にし続けている。太古の邪霊が復活したことで正気を失っている。